# Gopshus
Gopshus är en ort i Mora socken i Mora kommun, Dalarnas län. Orten ligger vid Österdalälven, vid Spjutmosjöns sydvästra strand. Närliggande orter är bland annat Oxberg och, längre ner längs Österdalälvens lopp, Mora med kringliggande tätorter. SCB klassade bebyggelsen som en småort från 1990 till 2010 och återigen 2020.
Gopshus ligger längs Vasaloppspårets sträckning och utgjorde en matkontroll i Vasaloppet åren 1937–1962.